# Бухет (Німеччина)
Бухет (нім. Buchet) — громада в Німеччині, розташована в землі Рейнланд-Пфальц. Входить до складу району Бітбург-Прюм. Складова частина об'єднання громад Прюм.
Площа — 13,32 км2. Населення становить 227 ос. (станом на 31 грудня 2020).